# Merenii de Sus, Teleorman
Merenii de Sus este un sat în comuna Mereni din județul Teleorman, Muntenia, România.